# An-Naml

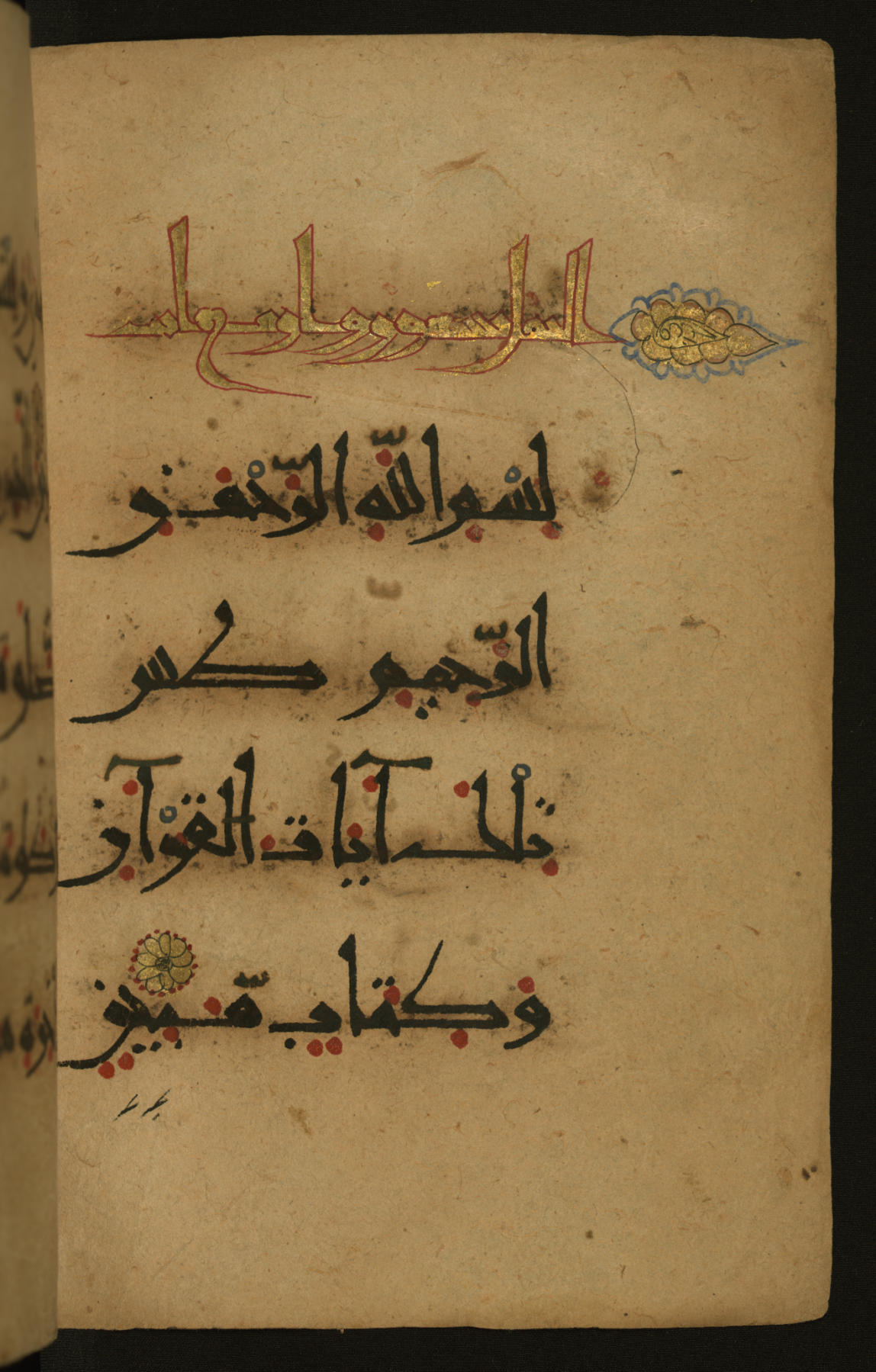
Kapitelüberschrift und Beginn der Sure an-Naml, Walters Art Museum

An-Naml (arabisch النمل, DMG an-Naml ‚Die Ameisen‘) ist die 27. Sure des Korans, sie enthält 93 Verse. Die Verkündigung der Sure fällt in die letzten Jahre der zweiten mekkanischen Periode (615–620).
Nach der einleitenden Basmala und zwei geheimnisvollen Buchstaben preisen die ersten sechs Verse der Sure die Botschaft des Korans als eine Rechtleitung für die Gläubigen. Der Mittelteil, bis Vers 58, schildert die Geschichte der Propheten. Dies sind Moses, David und Salomo, Salih bei den Thamud und Lot. Die namensgebenden Ameisen erscheinen im Vers 18 im Zusammenhang mit Salomo, der die Sprache der Tiere versteht und einem Wiedehopf einen Einladungsbrief an die Königin von Saba überbringt, der in Vers 30 ebenfalls mit der Basmala eröffnet wird. Zu dieser Erzählung gibt es eine Parallele in der jüdischen Literatur, dem sogenannten Targum scheni, einer aramäischen Übersetzung und Ausarbeitung des Buches Esther, dessen genaues Entstehungsdatum umstritten ist. 
Der Schlussteil ab Vers 59 erwähnt die Wohltaten Gottes, die mit der mehrfach wiederholten rhetorischen Frage untermauert werden: „Gibt es denn einen (anderen) Gott neben Gott?“ Es folgen Hinweise auf das Tier, das vor der Auferstehung der Toten erscheint, auf den Jüngsten Tag, die Zweifler unter den Juden und Christen, die prophetische Sendung Mohammeds und die Heiligkeit der Stadt Mekka.